# 新化苗族彝族满族乡
新化苗族彝族满族乡是中华人民共和国贵州省毕节市金沙县下辖的一个民族乡。

## 行政区划
新化苗族彝族满族乡下辖以下村级行政区划单位：
新化煤矿家属社区、联合村、凉泉村、大竹村、新龙村、天桥村、五星村、龙井村、桥梁村、金毕村和乡民村。